# Wegekreuze in Bechtolsheim
In der Ortsgemeinde Bechtolsheim gibt es insgesamt vier Wegekreuze. Eines davon ist als Kulturdenkmal in der Denkmalliste des Landes Rheinland-Pfalz, als „Charakteristisches Zeugnis barocker Volksfrömmigkeit“, erwähnt. Die Wegekreuze sind Anlaufpunkte der Prozession, die alle zwei Jahre an Fronleichnam stattfindet.

## Liste
| Bezeichnung                                                    | Lage | Baujahr | Beschreibung | Bild            |
| -------------------------------------------------------------- | --- | ------- | --- | --------------- |
| Wegekreuz (Kulturdenkmal)                                      | Langgasse (ohne Nummer, gegenüber Nr. 93) an der Gabelung zur Weinolsheimer Straße und Dolgesheimer Straße Lage | 1740    | Barockes Wegekreuz, das Kruzifix im Viernageltypus wurde aus Terrakotta gefertigt. Es steht auf einem profilierten Tischsockel mit Lorbeerfeston auf gerundetem Stufenunterbau. Das Postament zeigt das Wappen der Dalberger unter der Marquiskrone, welches mit 1740 bezeichnet ist. Die Inschrift, auf dem Sockel, lautet: CRUX EXSTRUCTA FUIT (FRI)DERICO GLORIO DALBERG (…) O HEIL(IGES) KREUZ UNSERE HOFFNUNG SEI GEGRÜSST! RENOV. 1926 | Fotos hochladen |
| Friedhofskreuz (gehört zur Denkmalzone Langgasse Bechtolsheim) | Langgasse (ohne Nummer, zwischen Nr. 11–17); Platz vor der Kirche und dem Glockenturm Lage                      | 1755    | Spätbarockes Friedhofskreuz mit Korpus um 1755. Inschrift: DIS IST DAS ZEIGEN TES KREVTZ TABAN GOTES SON VOR TAS MENSLIGGESCHLEGT GESTORB EN UNT SIG SEINEN HIMLISCHEN VA TER AUFGEOBERT DAS MENSLIC GESCHLEST ZVERLOSEN IST … | Fotos hochladen |
| Kruzifix                                                       | Sulzheimer Straße 35                                                                                            | 1954    | Inschrift: CHRISTUS GESTERN HEUTE - IN EWIGKEIT HIER STAND VON 1292–1790 DIE ALTE KIRCHE UND HIER WAR BIS 1876 DER ALTE FRIEDHOF Die Aufnahme entstand bei der Prozession an Fronleichnam. Auf dem Tuch steht: Gelobt sei das allerheiligste Sakrament. | Fotos hochladen |
| Kruzifix                                                       | Brückesgasse / Auf dem Teich                                                                                    |         | ohne Inschrift | Fotos hochladen |